# Eumasia trophimaea
Eumasia trophimaea är en fjärilsart som beskrevs av Edward Meyrick 1910. Eumasia trophimaea ingår i släktet Eumasia och familjen säckspinnare. Inga underarter finns listade i Catalogue of Life.